# رایمو هینونن
رایمو هینونن (فنلاندی: Raimo Heinonen؛ زادهٔ ۲۹ مهٔ ۱۹۳۵) ژیمناست هنری اهل فنلاند بود.